# Hard science-fiction

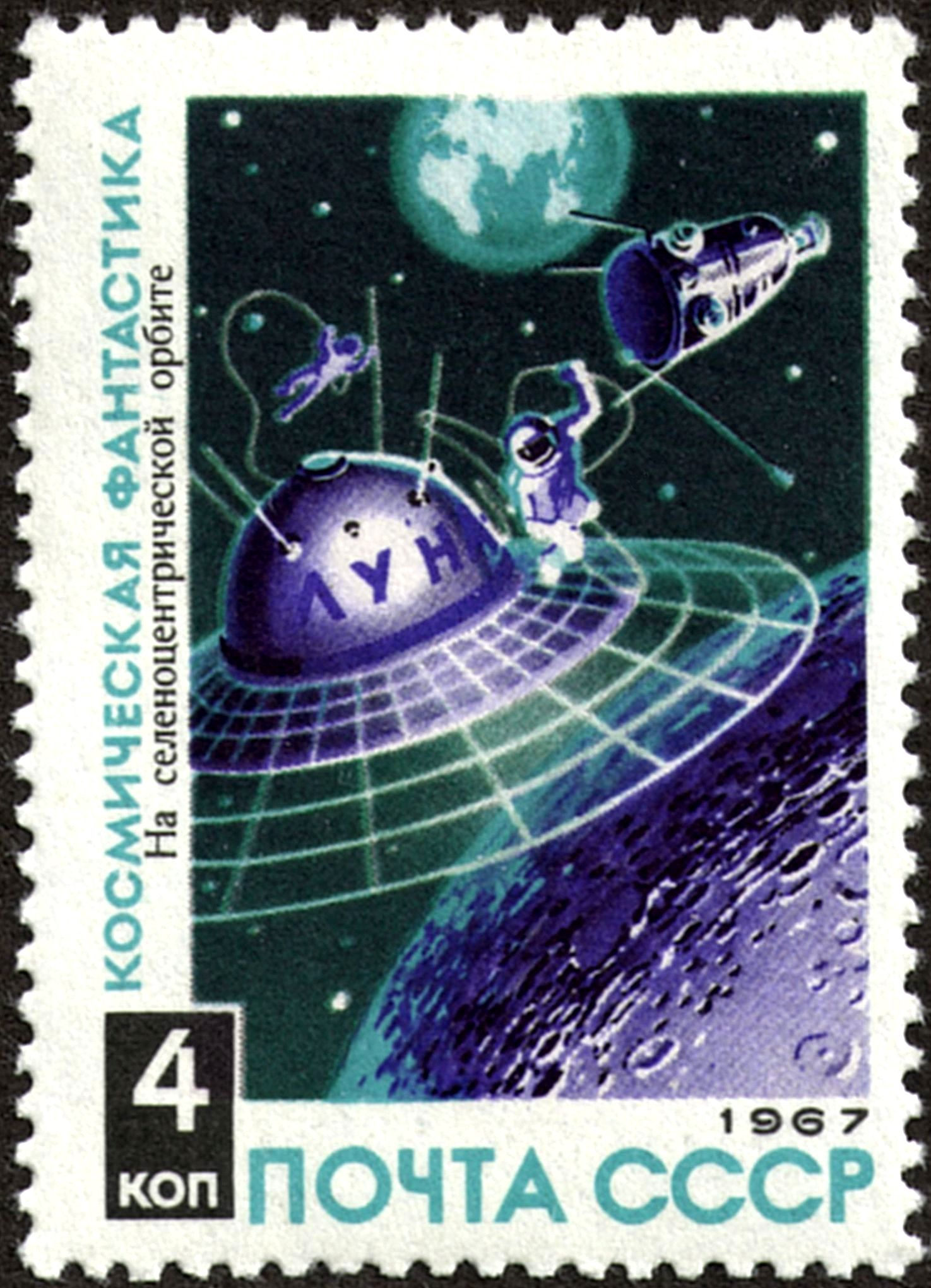
Timbre de l'Union soviétique, 4 kopecks, 20 octobre 1967, (Alexey Leonov et Andrey Sokolov) Tirage : 6 000 000.

La hard science-fiction (dite aussi hard science, hard SF, SF dure) est un genre de science-fiction dans lequel les technologies, les sociétés et leurs évolutions, telles qu'elles sont décrites dans le roman, peuvent être considérées comme vraisemblables au regard de l'état des connaissances scientifiques au moment où l'auteur écrit son œuvre. La hard science-fiction connaît un premier essor lors de « l'âge d'or de la science-fiction » (de la fin des années 1930 à la fin des années 1950).

## Caractéristiques
L'adjectif hard (dur en anglais) fait références aux sciences « dures » (en opposition aux sciences humaines et sociales, désignées comme « molles »). En effet, la vraisemblance scientifique de la hard science-fiction repose sur la spéculation scientifique et technologique dans les domaines tels que la physique, les mathématiques, la chimie, la biologie ou encore l'exobiologie et se distingue ainsi d'une forme de science-fiction plus populaire où la rigueur scientifique est plus secondaire (un des exemples les plus courants de telles contradictions techno-scientifiques pouvant être le fameux sabre laser).
La hard SF est caractérisée par son exigence forte de cohérence interne ainsi que, souvent, par un intérêt pour les détails scientifiques et techniques. L'intérêt des romans de hard SF réside souvent dans l'utilisation surprenante des techniques présentées.

## Auteurs et œuvres dehard SF
- Les auteurs Stephen Baxter, Liu Cixin, Greg Egan, Alastair Reynolds, Peter Watts, Michael Crichton ou encore Arthur C. Clarke, considéré comme un maître incontesté du genre. Plus récemment, Andy Weir et Adrian Tchaikovsky.

- L'œuvre de Kim Stanley Robinson, notamment sa Trilogie de Mars dans laquelle est décrite dans les moindres détails une future colonisation de la planète Mars par l'humanité : composition et sélection de l'équipage pionnier, installation de la base, terraformation de la planète, organisation économique et politique, etc.
- Psychohistoire en péril de Donald Kingsbury, tout en revisitant le Cycle de Fondation d'Isaac Asimov, donne à son auteur l'occasion de projeter le devenir de l'humanité sur une période de 80 000 ans d'une manière, sinon crédible, du moins plausible ou rationnellement acceptable.
Un autre axe développé est celui des problèmes posés par la mesure du temps et de l'espace dans une société pangalactique et fait écho à cet égard au roman historique d'Umberto Eco, L'Île du jour d'avant.
- Parmi les rares auteurs francophones de science-fiction dure, on pourra citer Jean-Claude Dunyach, Claude Ecken, Jean-Louis Trudel, Roger Leloup, Laurence Suhner.

## Orientations
Les découvertes récentes des sciences cognitives ont permis à des auteurs comme Greg Egan d'ouvrir la psychologie aux conjectures scientifiques. De la même manière, Donald Kingsbury, par exemple, se prête à des expérimentations dans le domaine des sciences sociales avec Parade nuptiale.